# Great Transition
Die Studie Great Transition wurde im August 2002 von der Global Scenario Group (GSG) veröffentlicht. Die GSG wurde 1995 vom Tellus Institute und dem Stockholm Environment Institute gegründet und beauftragte eine Gruppe von internationalen Forschern, eine Prognose für die Entwicklung der Welt im einundzwanzigsten Jahrhundert zu erstellen. Das Essay beschreibt jenseits der Gefahr, am gegenwärtigen Scheideweg der Menschheit in die Barbarei abzugleiten, auch die Möglichkeit einer globalisierten Gesellschaft voller Frieden, Freiheit, Solidarität, Wohlstand und intakter Ökosysteme. Die grundlegende Frage „Wie wollen wir leben?“ müsse gemeinsam von der gesamten Menschheit beantwortet werden.

## Hintergrund
Finanziert wurde die Forschungsarbeit von der Rockefeller-Stiftung, der Nippon Foundation und dem Umweltprogramm der Vereinten Nationen. Der Titel der deutschen Ausgabe lautet Great Transition – Umbrüche und Übergänge auf dem Weg zu einer planetarischen Gesellschaft. Die Herausgeber sind das Institut für sozial-ökologische Forschung (ISOE) GmbH und die Hessische Landesstiftung der Heinrich-Böll-Stiftung e.V. (HGDÖ) Am 3. April 2003 wurde die Studie von Paul Raskin in Frankfurt vorgestellt.

## Inhalt

### Einleitung
Die Zukunft ist, wie Karl Popper einmal formuliert hat, immer gegenwärtig, Versprechen, Verheißung und Versuchung zugleich. Die globalen Umbrüche und Übergänge haben längst begonnen. Die planetarische Gesellschaft wird in den nächsten Jahrzehnten Gestalt annehmen, so heißt es in der Einleitung. Weiter wird ausgeführt: Wie diese Gestalt aussehen wird ist völlig ungewiss. Die derzeitigen Tendenzen bestimmen nur die Richtung bei der Abfahrt, nicht das Ziel der Reise. Je nachdem wie ökologischen Konflikte gelöst werden, kann sich die Welt völlig unterschiedlich entwickeln. Leicht drängt sich das Bild einer düsteren Zukunft mit verarmten Menschen, zerstörten Kulturen und einer ausgebeuteten Natur auf ... Aber es muss nicht so schlimm kommen. Die Menschheit zeichnet sich durch Wahlfreiheit und ihre Fähigkeit aus, vorausschauend zu handeln. Wider allen Anschein ist der Übergang zu einer besseren, reicheren Zukunft mit mehr Solidarität unter den Menschen und einer intakten Natur durchaus möglich.

### Vorwort
Nach Überzeugung der Autoren reicht die erste Welle der Nachhaltigkeit, die seit dem Earth Summit, dem Erdgipfel 1992 in Rio de Janeiro Fortschritte erzielt, nicht aus, um alarmierende globale Entwicklungen zu stoppen und umzukehren. Eine zweite Welle muss über die Behelfslösungen und Reformen hinausführen, die bisher die Symptome des nicht-nachhaltigen Wirtschaftens zwar lindern konnten, die eigentliche Krankheit aber nicht beheben. Die Studie fordert ein neues Paradigma der Nachhaltigkeit stellt die Lebensfähigkeit und die Wünschbarkeit konventioneller Wertvorstellungen, Wirtschaftsstrukturen und Gesellschaftsordnungen in Frage und bietet stattdessen die positive Vision von einer zivilisierten Form der Globalisierung, die allen Menschen zugute käme.

Das könnte nur Realität werden, wenn sich in Schlüsselbereichen der Weltgesellschaft ein Verständnis für Art und Ausmaß der Herausforderung entwickeln und die Chance, neue Punkte auf die Tagesordnung zu setzen, ergriffen würde. Die Initiative für ein erneuertes, „zweites“ Nachhaltigkeitsparadigma müsste vor allem von vier Akteuren ausgehen: Internationale Organisationen wie den Vereinten Nationen, transnationalen Unternehmen und Vereinigungen engagierter Bürger und Bürgerinnen in Basisbewegungen, zivilgesellschaftliche Organisationen wie z. B. Nichtregierungsorganisationen oder spirituelle Gemeinschaften. Die vierte Kraft ist weniger greifbar, gibt jedoch den Ausschlag. Gemeint ist die wachsame Öffentlichkeit, der die Notwendigkeit von Veränderungen und neuen Werten bewusst ist und die auf mehr Lebensqualität, menschliche Solidarität und ökologische Nachhaltigkeit achtet.

### Wo stehen wir?
David Fromkin hat 1998 drei wichtige Makrotransformationen in der Kulturgeschichte der Menschheit identifiziert.

- Übergang von der Steinzeit zu frühen Hochkulturen ca. 9000 v.Chr bis 1000 n.Chr (Dauer ca. 10.000 Jahre).
- Übergang von frühen Hochkulturen zur Moderne im Laufe der letzten 1.000 Jahre.
- Übergang von der Moderne bis zur planetarischen Phase (Dauer ca. 100 Jahre).

Nach Auffassung der Autoren befindet wir uns derzeit mitten in dem dritten großen Übergang, der als planetarische Phase der Zivilisation bezeichnet wird.

Die Autoren identifizieren folgende Merkmale der vier historischen Epochen der Menschheit:

|                   | Steinzeit         | Frühe Hochkulturen     | Moderne                 | Planetarische Phase |
| ----------------- | ----------------- | ---------------------- | ----------------------- | ------------------- |
| Gesellschaftsform | Stamm/Dorf        | Stadtstaat/Königreich  | Nationalstaat           | Weltregierung       |
| Wirtschaftssystem | Jäger und Sammler | Ackerbau und Viehzucht | Industrielle Produktion | Globalisierung      |
| Kommunikation     | Sprechen          | Schreiben              | Drucken                 | Internet            |

Die Behauptung, heute nehme die planetarische Phase Gestalt an, will keineswegs die wirtschaftliche Expansion und die wechselseitigen Verpflichtungen früherer Epochen in Abrede stellen. Im Gegenteil, ohne die wachsende Naturbeherrschung und den immer weiter ausgreifenden Herrschaftsanspruch einzelner Nationen wäre die Globalisierung nicht denkbar. Aber im Kern bedeutet der Anbruch einer planetarischen Phase, dass die Eingriffe in die natürliche Umwelt und das Ineinanderverflochtensein der menschlichen Belange qualitativ eine neue Stufe erreicht haben.
Weltbevölkerung und Weltwirtschaft müssen angesichts der begrenzten Ressourcen der Erde demnächst an Wachstumsgrenzen stoßen. Die seit Hunderten von Jahrtausenden ansteigende Komplexität und Ausdehnung von Gesellschaft musste irgendwann die ganze Erde umspannen. Dieses Irgendwann ist jetzt.

#### Verzweigungen
Die Studie geht davon aus, dass der Übergang zur planetarischen Zivilisation begonnen hat, aber noch nicht abgeschlossen, und es sehr darauf ankommen wird, welche Ausprägung / Verzweigungen sie erhält.
In den kritischen, vor uns liegenden Jahren wird sich – so behaupten die Autoren – entscheiden, ob wir etwas gegen die sozialen, politischen und ökologischen Gefahren ausrichten und der Hoffnung auf eine kulturell reichhaltige, alle Menschen einschließende, nachhaltige Weltkultur näher kommen oder ob ein Albtraum von Verarmung, Zerstörung und Elend die Zukunft charakterisiert. Angesichts der Geschwindigkeit der planetarischen Transition besteht – nach Meinung der Autoren – dringender Handlungsbedarf, bevor sich einige Optionen endgültig ausschließen – eine irreversible Klimaveränderung, die Sackgasse nicht-nachhaltiger Techniken, der unwiederbringliche Verlust kultureller und biologischer Vielfalt.

### Wohin gehen wir?

#### Zukunft im Plural
Die Zukunft der Erde sperrt sich aufgrund von drei Unbestimmtheitstypen gegen Vorhersagen: Unkenntnis, Zufall und Willensfreiheit. Wie können wir angesichts dieser Unbestimmtheit sinnvoll über Zukunft nachdenken? Die Szenariotechnik gibt uns ein Mittel an die Hand, um verschiedene langfristige Entwicklungen durchzuspielen. Im Theater fasst das Szenario die Bühnenhandlung zusammen. Auch Entwicklungsszenarien sind Geschichten mit logischem Aufbau und einer Erzählung über eine mögliche Zukunft. Globale Szenarien – Momentaufnahmen der wesentlichen Merkmale zu verschiedenen Zeitpunkten – beschreiben den Fluss der Ereignisse, die zu solchen zukünftigen Bedingungen führen. Sie stützen sich sowohl auf Wissenschaft – das Verständnis historischer Zusammenhänge, gegenwärtiger Verhältnisse sowie physischer und sozialer Prozesse – als auch auf die Phantasie, um sich alternative Entwicklungen auszudenken. Wir können nicht wissen, was sein wird, aber wir können plausibel und anschaulich schildern, was sein könnte.

#### Globale Szenarien
Welche Zukunft könnte sich aus den Turbulenzen formen, die unseren Planeten derzeit umtreiben? Um darüber nachzudenken, müssen wir die Fülle der Möglichkeiten auf einige wenige exemplarische Erzählstränge reduzieren und uns auf die wichtigsten Verzweigungen konzentrieren. Deswegen betrachtet die Studie folgende drei Ansätze:
- Konventionelle Welten
- Verfall und Barbarei
- Die Großen Übergänge

Für die erste Variante ist das Fortschreiben des Bestehenden charakteristisch, die zweite geht von einem grundlegenden, aber unerwünschten sozialen Umbruch aus und die dritte von einem ebenso grundlegenden, aber erwünschten sozialen Wandel.
Für jedes der drei Szenarien definieren wir zwei Varianten und erhalten so insgesamt sechs Szenarien.
Indem wir die Konventionellen Welten in Marktkräfte und Politische Reformen unterteilen, legen wir den Finger auf einen in der zeitgenössischen Debatte zentralen Punkt. In dem marktwirtschaftlichen Szenario treibt der offene Wettbewerb auf dem Weltmarkt die Entwicklung voran. Soziale und ökologische Aspekte gelten als sekundär. Im Gegensatz dazu geht das Szenario Politische Reformen von umfassenden, aufeinander abgestimmten staatlichen Maßnahmen zur Armutsbekämpfung und zum Erhalt der natürlichen Umwelt aus.
Auch das pessimistische Szenario Verfall und Barbarei unterteilt sich in zwei Varianten, den totalen Zusammenbruch und die Welt als Festung. Der Zusammenbruch tritt nach einer immer weitere Kreise ziehenden Spirale von Konflikten und Krisen ein, die schließlich außer Kontrolle geraten und sämtliche Institutionen unter sich begraben. Die Welt als Festung wäre die autoritäre Antwort auf den drohenden Zusammenbruch, bei der sich eine privilegierte Minderheit in einer Art globaler Apartheid durch einen Verbund abgeschotteter Enklaven gegen die Zumutungen der verarmten Mehrheit schützt.
Die beiden Varianten der Großen Übergänge heißen Öko-Kommunalismus und Neues Nachhaltigkeits-Paradigma. Einen Überblick über die sechs Szenarien vermittelt neben stehende Abbildung, wobei die Pfeile das Verhalten ausgewählter Variablen in der Zeit andeuten.

#### Die treibenden Kräfte
Ausgangspunkt aller Szenarien, unabhängig vom angenommenen weiteren Verlauf der Geschichte, ist eine Reihe von Kräften und Tendenzen, die das System derzeit bestimmen und vorantreiben.

##### Demographie
Die Bevölkerung wächst, die Besiedlungsdichte steigt, auch das Durchschnittsalter verschiebt sich. Nicht wenige Prognosen nehmen bis 2050 einen Anstieg der Weltbevölkerung um 50 Prozent an. Dann würden sich 3 Milliarden Menschen mehr als derzeit auf der Erde drängen, überwiegend in den Entwicklungsländern. Wenn der Trend zur Verstädterung anhält, werden 4 Milliarden Neubürger in die Ballungsräume ziehen und Infrastruktur, Umwelt und sozialen Frieden auf eine harte Probe stellen.

##### Wirtschaft
Waren-, Finanz- und Arbeitsmärkte wachsen zusammen, die globale Ökonomie kennt keine isolierten Märkte. Die Fortschritte der Kommunikationstechnologie sowie internationale Verträge zum Abbau von Handelsschranken gaben die Initialzündung zur Globalisierung. Riesige transnationale Unternehmen untergraben nicht zuletzt auch die Hoheitsrechte einzelner Staaten. Nationale Regierungen finden es zunehmend schwieriger, Steuereinnahmen und Staatsausgaben unter Kontrolle zu halten, denn die Entwicklung einer entfesselten Weltwirtschaft entzieht sich ihrem Einfluss.

##### Die soziale Frage
Derzeit wird die Erde von wachsender Ungerechtigkeit und Dauerarmut geprägt. Einige leben im Überfluss, während das Leben für sehr viele Menschen, die vom globalen Wirtschaftswachstum abhängig sind, immer hoffnungsloser wird. Die wirtschaftliche Ungleichheit zwischen Nord- und Südhalbkugel wächst und auch die Einkommensschere innerhalb der einzelnen Länder öffnet sich immer weiter. Gleichzeitig höhlt der Übergang zur reinen Marktwirtschaft die herkömmlichen Sicherheitsnetze aus und der Verfall bestimmter Werte entwurzelt viele Menschen.

##### Kultur
Informationstechnologie und elektronische Medien begünstigen vielerorts eine Konsumhaltung. Diese Entwicklung ist ebenso Ergebnis wie Motor der wirtschaftlichen Globalisierung. Doch die Ironie der Geschichte will es, dass die Fortschritte auf dem Weg zum Weltmarkt nationalistische und religiöse Gegenbewegungen herausfordern. Dabei stellen nicht nur der Fundamentalismus, sondern auch die Globalisierung die demokratischen Institutionen in Frage (Barber 2001) ...

##### Technologie
Der technische Fortschritt wird weiterhin großen Einfluss auf Produktions- und Arbeitsweise sowie Freizeitgestaltung haben. Vor allem die exponentiell wachsende Rechnerleistung sorgt für immer neue Innovationswellen. Die Biotechnologie wird Landwirtschaft und Medizin verändern und gleichzeitig gewaltige ethische und ökologische Probleme aufwerfen. Immer kleinere Apparate und das Vordringen in den Nanobereich werden die Behandlung von Krankheiten, die Materialwissenschaften, die Computertechnik und vieles andere revolutionieren. Great Transition würde die technologische Entwicklung in den Dienst der menschlichen Erfüllung und der Nachhaltigkeit stellen.

##### Umwelt
Auch die globale Umweltzerstörung ist charakteristisch für die derzeitige Lage. International wächst die Besorgnis über die Auswirkungen menschlicher Aktivitäten auf Atmosphäre, Böden und Wasserhaushalt, die Akkumulation toxischer Substanzen, das Artensterben und die Zerstörung von Ökosystemen. Die Tatsache, dass sich einzelne Staaten nicht von globalen ökologischen Entwicklungen abkoppeln können, verändert die Grundlagen einer Geopolitik und Global Governance. Im Zentrum des Neuen Nachhaltigkeits-Paradigmas stünde das Verständnis, dass die Menschheit als Teil des Lebensnetzes verantwortlich ist für die Nachhaltigkeit der natürlichen Umwelt.

##### Governance
Derzeit läuft der Trend Richtung Demokratisierung und Dezentralisierung. Auf der Ebene einzelner Individuen wird mehr Nachdruck auf Rechte gelegt, etwa die Rechte der Frauen, die Rechte indigener Gruppen oder auch die Menschenrechte ganz allgemein. In der Privatwirtschaft spiegelt sich die Tendenz in flachen Hierarchien und dezentraler Entscheidungsfindung wider. So manche Wirtschaftseinheit, etwa über das Internet verbundene Netzwerke oder Nichtregierungsorganisationen verzichten ganz auf Führungsstrukturen ...
Der Traum von einer Welt der Marktkräfte ist der hinter dem derzeit dominanten Entwicklungs-Paradigma liegende Impuls. Er wird von einflussreichen internationalen Institutionen, Politikern und Theoretikern stillschweigend vorausgesetzt und oft als der einzig vernünftige, ja, der einzig mögliche Ansatz hingestellt.
Doch wer sich angesichts der vielschichtigen Probleme, die auf uns zukommen, auf dieses Gedankengebäude verlässt, versteigt sich in eine Art Elfenbeinturm. Der Übergang zu einer nachhaltigen globalen Zukunft verlangt eine andere Politik, andere Verhaltensweisen und andere Werte. „Business-as-usual“ ist eine utopische Phantasie – eine neue gesellschaftliche Vision ist eine pragmatische Notwendigkeit.

### Wohin wollen wir?
Die Frage nach der Zukunft – wo führt das alles hin? – lässt sich nicht klar beantworten, sondern wirft neue beunruhigende Fragen auf. Schreibt man die Tendenzen der Gegenwart in die nächsten Jahrzehnte fort, erhält man gemäß der vorliegenden Studie eine widersprüchliche, brüchige Darstellung. Die Zukunft birgt tausend Möglichkeiten, darunter auch die Verelendung weiter Bevölkerungsteile und ökologische Verarmung. Aber Menschen sind Reisende, nicht Lemminge, und können deswegen das Ziel ihres Weges hinterfragen – wo wollen wir hin? Die Fähigkeit zu Visionen und zu absichtsvollem Handeln gibt uns eine Freiheit, die uns ebenso stark anspornen kann, wie uns die Vergangenheit in eine bestimmte Richtung drängt.

#### Ziele für eine nachhaltige Welt
Aus den Konflikten des 20. Jahrhunderts gingen vier große Ideale für eine zukünftige Weltgesellschaft hervor: Frieden, Freiheit, Wohlstand und die Bewahrung der Natur. Wir haben die Chance, diese Idealziele im 21. Jahrhundert durch einen tief greifenden Strukturwandel zu verwirklichen.
Als zentrale Herausforderung für Entwicklung sieht die Studie die Erfüllung grundlegender Bedürfnisse: Nahrung, Wasser und Gesundheit, Bildung, Beschäftigung und Partizipation. Wirtschaftlich prosperierende und gerechte Gesellschaften sorgen dafür, dass ihre Mitglieder lesen und schreiben, Grund- und weiterführende Schulen besuchen und einen Beruf lernen können. Hunger und Benachteiligung könnten bis 2050 der Vergangenheit angehören, das Recht auf ein gesundes, erfülltes Leben ließe sich bis zu diesem Zeitpunkt jedem Menschen einräumen – praktisch, nicht nur theoretisch.

#### Richtungswechsel
Nachhaltigkeit wurde in zahlreichen Vereinbarungen über Menschenrechte, Armut und Umweltschutz als Ziel formuliert. Doch den noblen Worten folgten keine entschlossenen Taten, das Engagement der Politiker ließ zu wünschen übrig. So bleibt die Vision der Nachhaltigkeit eine virtuelle Realität und wird dem realen Drang nach globalen Märkten nur übergestülpt. Die hochgesteckten Ziele beschreiben eine ethische Verpflichtung auf eine nachhaltige Welt. Sie sind die Begleitmusik, verführerisch, aber weltfremd. Libretto und Choreografie müssen hinzukommen, konkrete Ziele also, mit denen die guten Vorsätze politisch wirksam werden können. Das Szenario Politische Reformen veranschaulicht, wie dies geschehen könnte. Im Wesentlichen beschreibt es, wie sich der politische Wille herausbildet, um einen Richtungswechsel einzuleiten und mit umfassenden Maßnahmen Nachhaltigkeit zu fördern.

#### Politische Reformen
Dieses Kapitel startet 1972 mit der Konferenz der Vereinten Nationen über die Umwelt des Menschen und schreibt diese Entwicklung fort, über die Terroranschläge am 11. September 2001, bis hin zu weiteren Reformanstrengungen die zum Zeitpunkt der Erstellung der Studie in 2002 absehbar waren.

#### Grenzen politischer Reformen
Das Szenario Marktkräfte würde sich buchstäblich und im übertragenen Sinn selbst das Wasser abgraben, weil es seinen Bestand durch Raubbau an der Natur und der Tendenz zu blutigen Auseinandersetzungen gefährdet. Politische Reformen streben Nachhaltigkeit an, indem sie den Weltmärkten soziale und ökologische „Fesseln“ anlegen. Aber genügt das? Das Szenario hat eine gute und eine schlechte Seite. Die gute Seite: Man kann viel erreichen, ohne gleich eine Revolution vorauszusetzen oder einen deus ex machina zu bemühen.
Die schlechte Seite unterteilt sich in zwei Aspekte. Erstens dürfte es sehr schwer werden, die derzeitige Dynamik mit Reformen zu beeinflussen. Allein die rein technischen Probleme werden eine hohe Hürde bilden. Politische Reformen schreiben schließlich die Wertvorstellungen, den Lebensstil und das Wirtschaftssystem der Marktwirtschaft fort und wollen mit einer klugen Politik bei Ressourcennutzung, nachwachsenden Rohstoffen, Umweltschutz und Armutsbekämpfung gegensteuern. Aber die erforderliche Gangart sowie das Ausmaß der technischen und sozialen Anpassungen ist entmutigend. Der Reform-Pfad gleicht dem Versuch, auf einer abwärts fahrenden Rolltreppe hinaufzulaufen.
Der zweite negative Aspekt ist noch desillusionierender. Die Plausibilität des Szenarios beruht auf einer Annahme: Der politische Wille ist stark genug. Um diesen Weg zu gehen, müssen sich die Regierungen in einer bislang noch nie da gewesenen Weise massiv und rückhaltlos für Nachhaltigkeitsziele engagieren. Dieses Engagement muss sich in effizienten und umfassenden wirtschaftlichen, gesellschaftlichen und institutionellen Initiativen ausdrücken. Ein solcher politischer Wille lässt sich derzeit nirgendwo erkennen.

#### Wie wollen wir leben?
Politische Reformen könnten sich also als unzureichend erweisen. Es wird schwer fallen, den Tanker der derzeitigen Globalisierung mit technischen und politischen Modifikationen auszubremsen, behaupten die Autoren. Neben diesen pragmatischen Bedenken hinsichtlich der Machbarkeit von Reformen gibt es auch normative Einwände: Wäre dieser Weg überhaupt wünschenswert? Er führt zu einem übervölkerten, hoch technisierten globalen Handelsplatz, in dem immerhin weniger Menschen hungern und der Umwelt zumindest eine Schonfrist eingeräumt wird. Aber wäre diese Welt eine, in der jeder so leben kann, wie er will? Bietet sie Individuen wie Gesellschaften Raum zur Entfaltung? Lässt sie uns die Wahl? Nachhaltig bedeutet nach Meinung der Autoren für sich genommen noch nicht wünschenswert.
Das Szenario Politische Reformen gehorcht der Notwendigkeit. Soziale und ökologische Verwerfungen sollen minimiert werden, aber die Lebensqualität steht nicht zur Debatte. Die Neue Nachhaltigkeit stellt über diese Reformen hinaus eine alte Frage neu, die nicht nur Sokrates schon vor langer Zeit stellte: Das ist der Weg der Großen Übergänge, der Weg des Wünschenswerten.
Das neue Paradigma revidiert den Fortschrittsbegriff. Über weite Strecke wurde die Geschichte vom Überlebenskampf der Menschen unter widrigen Bedingungen bestimmt. Der lange Weg vom Faustkeil bis zu unseren technischen Mitteln sorgte für immer größere Überschüsse. Fortschritt hieß bisher, den Mangel zu bekämpfen. Dieses materielle Problem könnte sich inzwischen eigentlich erledigt haben.

Das neue Paradigma setzt voraus, dass die historische Chance auf eine Welt ohne materielle Not gegeben ist, eine Welt, in der alle Menschen einen annehmbaren Lebensstandard genießen könnten. In dieser Welt ist es nicht mehr sinnvoll, Dinge um des Überlebens willen zu horten – wir würden sie über das Überlebensnotwendige hinaus anhäufen. Die Vision eines besseren Lebens kann sich einer Erfüllung jenseits der materiellen Bedürfnisse zuwenden – Lebensqualität, solidarisches Miteinander und die Sorge um unseren Planeten. Mit John Maynard Keynes (1930) können wir von einer Zeit träumen, in der uns der Zweck wichtiger ist als die Mittel und wir das Gute dem Nützlichen vorziehen ...

##### Blick in die ferne Zukunft
Dieses Kapitel beschreibt eine Zukunft in der die Menschen materielle Not überwunden haben und das Zusammenleben auf dem Planeten Erde nachhaltig organisiert haben. Ein Auszug: ... Es ist natürlich nicht das Paradies, es sind schließlich immer noch Menschen. Konflikte, Unzufriedenheit, Bösartigkeit und Tragödien sind nicht abgeschafft. Aber im 21. Jahrhundert hat man die historische Chance genutzt und die Entwicklung auf eine wesentlich nachhaltigere und freiheitlichere Welt ausgerichtet. Die Weltgesellschaft setzt sich aus unzähligen kleinen Gemeinschaften zusammen. Einige experimentieren gern auf kulturellem Gebiet, beteiligen sich intensiv an der politischen Diskussion oder der technischen Innovation. Andere pflegen den gemächlichen Schritt der traditionellen Kulturen, der direkten Demokratie und haben dem Fortschritt abgeschworen. Einige verbinden Nachdenklichkeit, handwerkliches Geschick und hohe ästhetische Maßstäbe zu einer Art »versierten Einfachheit«, eine Reminiszenz an die frühere Zen-Kunst. Es gibt zahllose Sonder- und Unterformen. Gerade diese Pluralität erfreut sich höchster Wertschätzung, da sie jedem Individuum eine Heimat bietet und das gesellschaftliche Leben ungeheuer bereichert...

### Wie kommen wir ans Ziel?
Wie können wir den planetarischen Übergang hin zu einer nachhaltigen und wünschenswerten Weltgesellschaft navigieren? Der Ansatz der Marktkräfte könnte an den Klippen ökologischer und sozialer Krisen scheitern. Er birgt die Gefahr in sich, in die Barbarei einer Welt als Festung zu versinken.
Politische Reformen könnten durch systematische Technologiefortschritte und Armutsbekämpfung eine Lenkungswirkung Richtung Nachhaltigkeit entfalten, aber es ist für die Autoren durchaus denkbar, dass die Dynamik des weltweiten Wirtschaftswachstums eine solche Politik der kleinen Schritte ad absurdum führt. Auch fragt sich, wie angesichts der vorherrschenden Konsumhaltung neue Visionen und politische zugkräftige Ideen entstehen sollten. Der Wechsel muss tiefer ansetzen, um eine sichere Passage durch die turbulenten Zeiten der sich anbahnenden großen globalen Krise zu gewährleisten.

#### Strategien
Der Ansatz der Großen Übergänge zur Nachhaltigkeit setzt gleichermaßen auf Marktkräfte wie auf Politische Reformen. Die Marktkräfte sorgen für Wohlstand, die Reformen für den notwendigen technologischen Umbau und eine etwas gerechtere Verteilung des Wohlstands. Aber die Großen Übergänge gehen über beide Ansätze hinaus. Marktwirtschaftlich induzierte Veränderungen und staatlich vorgeschriebene Anpassungen genügen nicht. Große Übergänge fügt ein Drittes hinzu: neue Wertvorstellungen. Erst die Hinwendung zu einer alternativen globalen Vision öffnet tragfähige Möglichkeiten, Umweltprobleme zu beheben und ein friedlicheres Miteinander der Menschen zu fördern. Das neue Entwicklungsparadigma würde einen anderen Lebensstil und mehr gesellschaftliche Solidarität umfassen ...

#### Die Akteure des Richtungswechsels
Globale Visionen müssen sich – nach Meinung der Autoren – eine Frage gefallen lassen: Wer soll, wer kann die Welt verändern? Zentrale Akteure der Marktkräfte sind globale Unternehmen, den Markt fördernde Regierungen und ausgabenfreudige Verbraucher. Politische Reformen setzen ebenfalls auf Privatwirtschaft und Konsumfreude, jedoch zusätzlich auf staatliche Richtlinien, um die Ökonomie umwelt- und sozialverträglich zu gestalten. In den Großen Übergängen gehen die wichtigsten Impulse für neue Werte von der Zivilgesellschaft und engagierten Bürgern und Bürgerinnen aus.
Faktisch tragen alle gesellschaftlichen Akteure ihren Teil zur Entwicklung der Welt bei und werden ihrerseits von dieser Entwicklung geprägt. Man kann eine Aufführung kaum von den Schauspielern trennen. Die Chancen für Great Transition hängen von der Anpassungsfähigkeit aller Institutionen ab, von den Regierungen ebenso wie vom Verhältnis zwischen Arbeitgebern und Arbeitnehmern, von der Wirtschaft, von der Erziehung, von den Medien und der Gesellschaftsordnung. Aber drei neue Akteure treten nach Meinung der Autoren immer stärker in den Mittelpunkt: internationale Organisationen, transnationale Unternehmen und die Nichtregierungsorganisationen. Der vierte wirklich wichtige Faktor ist eher amorph: das öffentliche Bewusstsein, die allgemein und insbesondere in der Jugendkultur akzeptierten Werte.
Gleichzeitig bringen sich andere Akteure – das organisierte Verbrechen, Netzwerke von Terroristen und Lobbyisten – in Position und drohen, den offiziellen Darstellern die Schau zu stehlen ...

#### Dimensionen des Übergangs
Great Transition wird den Charakter der Zivilisation selbst in Reaktion auf die planetarischen Herausforderungen verändern, so vermuten die Autoren. Die Geschichte kennt seit langem Übergänge in bestimmten kritischen und entscheidenden Momenten. Dazu gehört der Aufstieg der ersten Städte vor Tausenden von Jahren und der Anbruch der Moderne vor 1.000 Jahren. Die ganze Kultur verändert sich in der Verschiebung der Strukturen einer Gesellschaft und ihres Verhältnisses zur Natur. Der Übergang der gesamten sozialen Ordnung umfasst eine Reihe kleinerer Übergänge, von denen Werte und Wissen, Bevölkerungsdichte und soziale Bindungen, Wirtschaft und Herrschaftsformen sowie Technologie und Umwelt betroffen sind (Speth 1992). Diese Aspekte verstärken sich wechselseitig und beschleunigen die Transformation.

##### Werte und Wissen
Menschen entscheiden anhand herrschender Werte, was sie für das Gute, Wahre, Schöne halten. Werte bestimmen, wonach Menschen streben, wie Menschen leben wollen. Werte werden kulturell geformt und spiegeln Normen und Sehnsüchte einer Gesellschaft. Je nach den herrschenden Werten findet sich eine Gesellschaft irgendwo zwischen den Polen Aggression und Toleranz, Individualismus und Solidarität sowie Materialismus und Sinnstreben. Ichbezogenheit und Konsumorientierung sind die Triebkräfte der nicht-nachhaltigen Trends der Konventionellen Welten, aber sie sind keineswegs angeboren oder unvermeidlich. Die Plausibilität von Great Transition steht und fällt mit der Möglichkeit, dass die weitere Entwicklung der Welt von anderen, noch im Entstehen begriffenen Werten begleitet wird...

##### Demographie und Sozialer Wandel
Menschen, Siedlungsformen und soziale Bindungen unterliegen einem raschen, tiefgreifenden Wandel. Die wachsende Bevölkerungsdichte, die ausufernden Städte, die fortgesetzte Veränderung des Rechtssystems und die Globalisierung prägen die demographischen und sozialen Veränderungen. Je nach Szenario wirken sie sich unterschiedlich aus. Sie sind auch für das Unterfangen der Great Transition entscheidend.

###### Demographischer Übergang und die Neuerfindung der Städte
Das Bevölkerungswachstum verlangsamt sich. Nationale Zunahmen werden sich praktisch ausschließlich auf die Entwicklungsländer beschränken. Hier so schnell wie möglich eine Stabilisierung zu erreichen, ist Ziel und Mittel der Great Transition. Als Ziel stehen niedrigere Geburten- und Sterberaten für mehr Lebensqualität. Dann würden nicht so viele Kinder sterben und die Überlebenden hätten bessere Wachstums- und Entwicklungschancen. Ihre Mütter würden seltener im Kindbett sterben und hätten größere Aussichten auf Ausbildung, Arbeit und Einkommen. Die Väter würden gesünder, die Großeltern länger leben.
Gleichzeitig müsste sich die älteste Institution der Welt – die Familie – neu definieren, weil die Köpfe pro Haushalt sinken und die Eltern immer älter werden. Als Mittel vereinfacht das gesunkene Bevölkerungswachstum den Übergang. Weniger Menschen bedeutet weniger Druck auf die Umwelt, nicht zuletzt, weil es weniger arme Menschen geben würde.
Die Veränderung von Werten und Gesellschaftspolitik im Zuge der Great Transition könnte den Bevölkerungszuwachs bis 2050 um 1 Milliarde Menschen verringern. Dafür wäre einerseits der Bedarf an Verhütungsmitteln zu decken und andererseits ein Umfeld zu schaffen, in dem die Menschen später eine Familie gründen und vor allem weniger Kinder haben wollen. Es besteht ein enger Zusammenhang zwischen Geburtenkontrolle und Ausbildung, insbesondere der Mädchen, sowie der Chance auf einen Arbeitsplatz. Um den Bevölkerungsanstieg wirksam zu dämpfen, muss sich das Schulsystem in den Entwicklungsländern verbessern.
Die Zahl der Städter hat im Vergleich zur Gesamtbevölkerung überproportional zugelegt. Heute lebt fast die Hälfte der Menschheit in Ballungsräumen. Wenn dieser Trend anhält, werden im Jahr 2050 bis zu 75 Prozent – in absoluten Zahlen: 4 Milliarden Menschen – die urbanen Zentren bevölkern.

##### Der Kampf um die Rechte
Die Idee der Menschenrechte hat sich im Laufe des letzten Vierteljahrhunderts in erstaunlichem Umfang durchgesetzt. Auch die Rechte von Kindern, den Angehörigen indigener Völker oder der Natur werden inzwischen weithin anerkannt.
Es sind Rechte, die Zivilisten in Bürgerkriegen und militärischen Auseinandersetzungen zwischen Staaten schützen, Völkermord und Folter verbieten, Hunger als Mittel der Kriegsführung oder der Unterdrückung ächten, vergewaltigten oder von Misshandlung bedrohten Frauen Schutz gewähren, Kinderarbeit verbieten, bedrohte Arten vor dem Aussterben schützen und die Vielfalt in der Natur ebenso wie in der Gesellschaft bejahen.
Diese Rechte finden ihren Ausdruck in internationalen Abkommen, ihre Durchsetzung obliegt neuen Institutionen. Aber von einer wirklich allgemeinen Geltung sind sie noch sehr weit entfernt. Great Transition will ihre Anerkennung beschleunigen und die unveräußerlichen Rechte der Menschen und der Natur institutionalisieren. Es ist notwendig, ein öffentliches Bewusstsein für diese Rechte zu schaffen und sie damit zu stärken. Eine zweite Aufgabe liegt in der Verbreitung von Freiheit und Demokratie...

##### Armut und Gerechtigkeit
Derzeit bestehen neben einer modernen, dynamischen, stark formalisierten Weltwirtschaft noch immer lokal begrenzte Märkte, bäuerliche Subsistenzwirtschaft und andere, informelle Wirtschaftsformen. ...Great Transition will eine Welt, in der Menschen nicht länger erniedrigt werden und die extremen Unterschiede zwischen Arm und Reich verschwinden. Dann rückt das Versprechen des 20. Jahrhunderts auf allgemeine Freiheit, Respekt und einen angemessenen Lebensunterhalt im 21. Jahrhundert in den Bereich des Möglichen. Wenn neue Werte und neue Prioritäten die Kluft zwischen den Einbezogenen und den Ausgeschlossenen schließen helfen, öffnet sich die Tür für Frieden und Solidarität. Der Kampf gegen Armut und für größere Gerechtigkeit wirkt auf den Prozess des Übergangs zurück und beschleunigt ihn.

##### Wirtschaft und Governance
Great Transition verlangt eine Neuordnung humaner Institutionen, also der menschlichen Beziehungen und der Strukturen, die das Verhalten in einer Gesellschaft bestimmen. Die institutionellen Veränderungen würden die Evolution der Werte, des Wissens und der Lebensart anstoßen und dann wiederum von diesen beeinflusst. Der entscheidende Punkt ist der Charakter der Wirtschaft und Governanceformen.

##### Die Umrisse einer neuen Ökonomie
Der ökonomische Übergang bezeichnet die Umstellung auf ein Produktions-, Distributions- und Entscheidungssystem, das mit Gerechtigkeit, Nachhaltigkeit und menschlicher Erfüllung harmoniert. Er würde verschiedene Ziele ausbalancieren: das Ende menschlicher Deprivation, der Abbau von Ungerechtigkeit, eine ökologisch tragfähige Produktion und fortgesetzte Innovation. Dafür sind zweifelsohne politische Instrumente wie Umweltsteuern, die finanzielle Unterstützung sozial Benachteiligter sowie eine »grüne« Buchhaltung notwendig. Derartige Steuerungsinstrumente sollten allerdings Ausdruck einer tiefgreifenden Neuorientierung der ökonomischen Strukturen sein. Die Wirtschaft darf nicht Selbstzweck sein, sondern muss sich in den Dienst von Menschen und Natur stellen. Die Wende würde sich in anderen Verhaltensweisen niederschlagen und die herrschende Praxis von Unternehmen, staatlichen Organen und internationalen Institutionen verändern...

##### Neue Institutionen
Ein Übergang zu neuen Governanceformen verlangt Institutionen, welche das Neue Nachhaltigkeits-Paradigma durch die Partnerschaft zwischen verschiedenen Interessengruppen und politischen Körperschaften auf lokaler, nationaler und globaler Ebene vorantreibt. Bestimmte Strukturen werden sich immer an den Gewohnheiten orientieren, aber die Ausbildung neuer Partizipationsformen wird das herkömmliche Regierungssystem ergänzen und auch herausfordern. Im neuen Paradigma ist der Staat in die Zivilgesellschaft eingebettet, die Nation in die planetarische Gesellschaft. Der Markt ist eine gesellschaftliche Einrichtung, welche die Gesellschaft nicht nur mit Reichtum, sondern auch mit ökologischer Nachhaltigkeit und Gerechtigkeit versorgen sollte. Jeder Mensch steht im Zentrum eines Netzes sozialer Beziehungen, er ist keine Monade...

##### Technologie und Umwelt
Der technologische Übergang würde die Eingriffe der Menschen in die Natur erheblich reduzieren. Die drei Säulen heißen Effizienzsteigerung, nachwachsende Rohstoffe und industrielle Ökologie. Effizienzsteigerung bedeutet, den erforderlichen Aufwand je produzierter Einheit radikal zu senken. Nachwachsende Rohstoffe folgen dem Prinzip der Kapitalerhaltung – man lebt nur von den Zinsen, sprich dem, was die Natur laufend ergänzen kann. Solarenergie statt fossile Brennstoffe, nachhaltige Landwirtschaft statt Bodendegradierung und der Schutz von Ökosystemen statt deren Auslöschung. Industrielle Ökologie steht für Reduktion des Abfalls durch Recycling, Wiederverwendung, Reparieren und Aufbereiten sowie eine Verlängerung der Produktlebensdauer. Es gibt mehrere Schlüsselfaktoren.

##### Energie
Es ist eine Herausforderung, bezahlbare und zuverlässige Energiequellen zu erschließen, ohne das Prinzip der Nachhaltigkeit zu verletzen. Die Lösung liegt in einer ebenso sozialen wie ökologischen Wende. Die soziale Energiewende gewährt jenen Milliarden Menschen Zugang zu modernen Treibstoffen, die noch immer auf traditionelle Biomasse zurückgreifen müssen. Die ökologische Energiewende reduziert die Nachfrage durch sinkenden Verbrauch in den Industrieländern, hohe Ausnutzungsgrade und den Einsatz von erneuerbaren Energien.

##### Nahrungsmittel und Boden
Alle Menschen sollen satt werden, ohne dass Böden, Artenvielfalt und Ökosysteme zerstört werden. Bei der Steigerung der Ernteerträge wurden im letzten Jahrhundert große Erfolge erzielt. Aber der großflächige Einsatz von chemischen Düngern und Schädlingsbekämpfungsmitteln hat die Böden und das Grundwasser verseucht und trotzdem sind fast 1 Milliarde Menschen unterernährt. Wälder und andere Ökosysteme verschwinden durch den Bedarf an Ackerfläche und Weiden aufgrund von Bevölkerungswachstum, wachsender Kaufkraft und höherem Fleischkonsum.

##### Wasser
Wassernachhaltigkeit bedeutet, die Süßwasservorräte für menschliche Bedürfnisse, Wirtschaftstätigkeit und Natur zu sichern. Nur verschiedene, an die örtlichen Verhältnisse angepasste Lösungen werden die wachsende Nachfrage mit entsprechend größeren Liefermengen befriedigen können.

### Die Geschichte der Zukunft
Dieses Kapitel beschreibt eine mögliche Zukunft im Jahr 2068. Mandela City, 2068 Vor einem Jahrhundert schickte Apollo 8 die ersten Bilder von unserem blauen Planeten auf die Erde, eine wunderschöne leuchtende Perle in der Dunkelheit des Universums. Dieses Bild aus dem Weltraum vermittelte einen lebhaften Eindruck von der Zerbrechlichkeit und Kostbarkeit unseres Zuhauses und grub sich tief in die Vorstellungswelt der Menschheit ein. Allerdings enthüllte es nicht die Veränderungen, die sich im Verborgenen bereits anbahnten und die Geschichte der Menschheit und die Erde selbst auf eine neue Stufe heben sollten.

### Formen des Übergangs
Dieses Kapitel stellt dar, wie sich die verschiedenen Szenarien überlagern. Es wird zunächst angenommen, dass bis etwa ins Jahr 2015 die freien Marktkräfte überwiegen und dann aber das Szenario der Politischen Reformen überhand gewinnt in dessen Schatten sich etwa 2040 die Great Transition vollziehen wird.

## Rezeptionen
Die Publizistin Christa Wichterich, attac, stimmt Raskin in nahezu allen Punkten zu, äußerte jedoch auch deutliche Kritik. Die Frage, wie die Great Transition realisiert werden solle, sei im Buch nur sehr unzureichend behandelt. Zudem schätze attac die Machtstrukturen auf allen Ebenen der Gesellschaft sehr viel einflussreicher und prägender ein, als die Autoren von „Great Transition“. Politischer Wille zu nachhaltigem Handeln reiche nicht aus; man müsse Politik, Wirtschaft und Demokratie grundsätzlich neu denken und re-ethisieren: „Wir brauchen andere Entwicklungs-paradigmen, vor allem für ein Wirtschaftssystem, das nicht von Profit geprägt ist.“
Ein Teil der Teilnehmer eines Workshops zum Thema bezweifelte, dass ein neues Paradigma der Nachhaltigkeit gebraucht würde. Klaudia Martini, Vorstand Unternehmenskommunikation, Adam Opel AG, Rüsselsheim erklärte, ein Wertewandel und eine Veränderung des Konsumverhaltens sei bereits spürbar. Volker Hauff, Vorsitzender des Rates für Nachhaltige Entwicklung, Berlin, setzte den Aufruf „Nachhaltigkeit konkret denken“ an die Stelle des Tagungsmottos „Nachhaltigkeit neu denken“. Weiter sagte er: „Nachhaltigkeit ist keine Zielvorgabe, sondern ein Kompass. Das Problem ist das Wie der Umsetzung.“ Die Notwendigkeit, nun nachhaltig zu handeln, wurde auch von Hanns-Michael Hölz, Global Head Public Affairs & Sustainability, Deutsche Bank, Frankfurt, betont.
Am Beispiel der Schweiz machte Gertrude Hirsch-Hadorn (ETH Zürich) deutlich, dass die Nachhaltigkeitsforschung mehr Zeit brauche, als ihr von der Wissenschaftspolitik gelassen werde. Weiterhin betonte sie die Notwendigkeit, die Perspektive des Handelns mit der der Forschung zu verknüpfen und deshalb Nachhaltigkeitsprozesse immer umsetzungsbezogen zu erforschen. Dieser Sicht stimmte auch Reinhard Junker, Abteilungsleiter für Gesundheit, Biowissenschaften und Nachhaltigkeit im Bundesministerium für Bildung und Forschung (BMBF) zu und verwies auf die Vielfalt der hierzu in Deutschland geförderten Projekte.
Professor Dr. Werner F. Schulz von der Universität Hohenheim schreibt: „Great Transition“ ist ein bahnbrechendes Buch, das neues Licht auf eine nachhaltige Zukunft wirft. Das Essay wird als Einstiegsliteratur bezeichnet.
Juliane Pohl vom Fortschrittszentrum.de schreibt 2011: Der Große Übergang ist die Vision einer gerechten, freien und ökologisch gesunden Welt. Auf der Suche nach Antworten, wie die Menschen in Zukunft leben wollen, vollzieht sich ein Wertewandel und ändert die Welt zum Positiven. Die Vision wurde 2002 von der Global Scenario Group veröffentlicht.
Geo World schreibt: Die Autoren von „Great Transition“ identifizierten vier Akteure und Kräfte, die den Wechsel vorantreiben: Zwischenstaatliche Organisationen, transnationale Unternehmen, Organisationen und Aktionsgruppen der Zivilgesellschaft sowie ein Wandel im breiten öffentlichen Bewusstsein hin zu neuen kulturellen Orientierungen. Der Mensch, die Gesellschaften haben es in der Hand, die Entscheidungen für oder gegen eine der beschriebenen möglichen Zukünfte zu fällen.
Josh Ryan Collins schreibt 2009 in new economics: Dieser Bericht argumentiert, dass nichts weniger als ein Großer Übergang zu einer neuen Wirtschaft notwendig und wünschenswert, und auch möglich ist. Business as usual ist fehlgeschlagen. Doch Premierminister, Finanzminister und Gouverneure der Zentralbanken versuchen immer noch uns davon zu überzeugen, dass dies nicht der Fall ist.
Der Artikel Great Transition ist vollständig in der Encyclopedia of Earth dargestellt.